# 佩斯特拉夫卡區
52°24′N 49°57′E / 52.400°N 49.950°E
佩斯特拉夫卡區（俄语：Пестравский район），是俄羅斯的一個區，位於該國西南部，由薩馬拉州負責管轄，面積1,960平方公里，2010年人口17,779，人口密度每平方公里9.07人。